# نواف النباري
نواف النباري من أبرز الإعلاميين العرب في إسرائيل في قطاع الإعلام المسموع. درس اللغة العربية وآدابها في الجامعة العبرية في القدس.
بدأ عمله كمذيع في الإذاعة الإسرائيلية باللغة العربية عام 1989, ومن ثم عمل كمراسل للإذاعة ذاتها لشؤون التعليم والرئاسة لمدة 7سنوات، بعدها عمل محررا ومقدما للعديد من البرامج الإخبارية من أبرزها شريط الأنباء (مع أحداث الظهيرة).
اشتهر نواف النباري ببرامجه المميزة التي تواصلت لمدة 15 عاما، من بينها برنامج «حديث الليل»، «أسواق وأرزاق»، و«صوتك مسموع» وغيرها. من البرامج الأخرى التي اجتذبت مستمعين من العالم العربي أيضا، البرنامج التراثي (نسمات من الجنوب). تتسم المادة المقدمة للمستمعين من قبل الإذاعي نواف النباري بالجدية والأسلوب الرصين والمعالج لقضايا المواطنين العرب داخل إسرائيل، لذلك يحظى نواف النباري بشهرة واسعة بين قطاعات السكان العرب داخل الخط الأخضر وفي مناطق السلطة الفلسطينية.
لا يزال الإذاعي نواف النباري يعمل في قسم اللغة العربية في الراديو الإسرائيلي، ويغطي بصورة خاصة الأحداث الواقعة في جنوب إسرائيل وخاصة قضايا بدو منطقة النقب، ومن أبرزها مسألة هدم المنازل والخلاف حول ملكية الأرض بين السكان العرب ودولة إسرائيل.